# Вальдерур
Вальдеру́р (фр. Valderoure) — коммуна на юго-востоке Франции в регионе Прованс — Альпы — Лазурный берег, департамент Приморские Альпы, округ Грас, кантон Грас-1. До марта 2015 года коммуна административно входила в состав упразднённого кантона Сент-Обан (округ Грас).
Площадь коммуны — 25,34 км², население — 375 человек (2006) с выраженной тенденцией к росту: 421 человек (2012), плотность населения — 16,6 чел/км².

## Население
Население коммуны в 2011 году составляло — 409 человек, а в 2012 году — 421 человек.
| 1962 | 1968 | 1975 | 1982 | 1990 | 1999 | 2006 | 2007 | 2011 | 2012 |
| ---- | ---- | ---- | ---- | ---- | ---- | ---- | ---- | ---- | ---- |
| 111  | 132  | 110  | 167  | 178  | 306  | 375  | 384  | 409  | 421  |

Динамика численности населения:

## Экономика
В 2010 году из 231 человек трудоспособного возраста (от 15 до 64 лет) 153 были экономически активными, 78 — неактивными (показатель активности 66,2 %, в 1999 году — 58,5 %). Из 153 активных трудоспособных жителей работали 130 человек (74 мужчины и 56 женщин), 23 числились безработными (15 мужчин и 8 женщин). Среди 78 трудоспособных неактивных граждан 15 были учениками либо студентами, 33 — пенсионерами, а ещё 30 — были неактивны в силу других причин.
На протяжении 2010 года в коммуне числилось 188 облагаемых налогом домохозяйств, в которых проживало 386,0 человек. При этом медиана доходов составила 15 тысяч 228 евро на одного налогоплательщика.